# 伊庇魯斯同盟
伊庇魯斯同盟，又稱伊庇魯斯聯邦 （西北希臘語: Κοινὸν Ἀπειρωτᾶν ），是一個古代希臘聯邦式國家，前身一是摩羅西亞人的摩羅西亞同盟，在前330年左右納入其他伊庇魯斯部族後更名為伊庇魯斯聯盟，並由摩羅西亞王室主宰聯盟統帥權，在這段摩羅西亞王室主宰期間，歷史學家稱它為伊庇魯斯王國。後來在前232年推翻王室，建立聯邦共和制的伊庇魯斯同盟。
它的地理位置坐落在西巴爾幹半島伊庇魯斯境內，是古伊庇魯斯人的居住地。它的南方是埃托利亞同盟，東邊是色薩利和馬其頓，伊利里亞人部落則在北方。伊庇魯斯最令人所知的君主是皮洛士，皮洛士在位時讓這個小國相當強大，他還在前280年 - 前275年這短暫期間進軍義大利半島，與羅馬共和國和迦太基共和國先後展開戰爭，但以失敗收場。最後，隨著羅馬的實力越來越強，伊庇魯斯同盟終在第三次馬其頓戰爭後被併吞。

## 背景
伊庇魯斯至少在新石器時代就有人類居住，當時獵人和牧民們散佈在這個區域，並曾發現古伊庇魯斯人為他們領袖所建造的大型墳墓。這種邁錫尼式墳墓出現在這個區域，代表邁錫尼文明和古伊庇魯斯人間可能傳承上有所關連。事實上，的確有邁錫尼遺產留存在伊庇魯斯，特別是最重要的宗教聖地坐落此地，如祈求亡靈預言的神殿（Necromanteion）在阿刻戎河畔，而宙斯的神諭位在多多納。
在約前1100年 - 前1000年，多里安人從伊庇魯斯、馬其頓的北方入侵希臘，雖然不清楚他們遷移的理由，使原住居於伊庇魯斯的住民被壓迫而遷到更南方的希臘半島。在前1千年早期，主要有三個說著希臘語的部族出現在伊庇魯斯，他們分別是居於伊庇魯斯西北部卡奧努斯（Chaonians），居於中部的摩羅西亞，以及南部的塞斯普羅圖斯（Thesprotians）。

## 歷史

### 摩羅西亞崛起 （前470年 - 前330年）
摩羅西亞人的埃阿喀得斯王朝（Aeacid dynasty）傳說由埃阿喀得斯（Aeacidae）所建立，摩羅西亞人約在前370年開始在伊庇魯斯中部建立摩羅西亞同盟，形成一個國家，並逐步擴張勢力，並逐漸把另外兩個部族納入他們的同盟中。摩羅西亞還與鄰近日漸強大的馬其頓王國結盟，並於前359年摩羅西亞國王阿利巴斯把姪女奧林匹亞絲公主嫁給馬其頓國王腓力二世，奧林匹亞絲之後生下亞歷山大大帝。阿利巴斯被驅逐後，亞歷山大一世繼承王位，並且被歷史學家冠上伊庇魯斯國王頭銜。
前334年，當馬其頓亞歷山大大帝遠征亞洲之時，他的叔叔摩羅西亞的亞歷山大一世也發動一場對南義大利的遠征，去幫助大希臘的城邦對付鄰近的義大利部族，儘管有幾場勝戰，但亞歷山大一世最後於前331年與義大利部族交戰時戰死。

### 統一的伊庇魯斯聯盟 （前330年 - 前232年）

皮洛士戰爭路線

在摩羅西亞國王亞歷山大一世逝世後，「伊庇魯斯」這一詞開始首次被希臘史料作為一個單一的政治實體，接著，本來由三個主要部族所發行的錢幣也告結束，新的錢幣以「伊庇魯斯」名義開始發行。但須注意到摩羅西亞國王並沒有實際使用伊庇魯斯國王頭銜，他只是伊庇魯斯人的聯盟統帥，他的實際掌控區域也僅限摩羅西亞，但透過掌控整個聯盟，摩羅西亞王室仍對伊庇魯斯其他地區有一定的影響力，後來的歷史學家因為方便，常稱呼為伊庇魯斯王國，並稱呼摩羅西亞王室為伊庇魯斯國王，這段期間聯盟由摩羅西亞的埃阿喀得斯王朝領導。亞歷山大一世逝世後，埃阿喀得斯繼承摩羅西亞王位，他曾經介入馬其頓的繼業者戰爭，他幫助堂姊妹奧林匹亞絲對抗卡山德，但最後於前313年戰死。
埃阿喀得斯的兒子皮洛士在前295年成為摩羅西亞國王，皮洛士是相當具有軍事才能，並接受大希臘城邦塔蘭托的請求，率領軍隊登陸義大利半島與羅馬共和國交戰，爆發皮洛士戰爭。因為皮洛士傑出的軍事表現，以及戰象威力，伊庇魯斯聯軍在前280年的赫拉克利亞戰役大破羅馬軍，之後皮洛士甚至進軍至羅馬城附近，但最後因為為了避免與人數眾多的羅馬軍隊作戰，皮洛士被迫撤回。隔年，即前279年，皮洛士再度入侵阿普利亞，兩軍在阿斯庫路姆戰役交手，雖然皮洛士再次獲得勝利但付出的代價相當大，西方諺語中皮洛士式勝利的典故就是從此戰役得來，表示這種得不償失的勝利。
後來皮洛士受到西西里的希臘城邦請求，率軍前往西西里島與迦太基軍作戰，並冠上西西里國王的稱號。皮洛士幾乎把迦太基在西西里的據點通通占領，使迦太基在西西里僅剩一座城市。然而，最後因為西西里的希臘人反對皮洛士獨裁專行，迫使他放棄西西里，返回義大利。皮洛士之後又與羅馬在貝內文托戰役交戰，這場戰役雙方未分出勝負，但經過多年戰鬥，皮洛士已經損失他大部分的精銳部隊，一事無成返回伊庇魯斯。皮洛士雖然遠征義大利失利，但此時王國還很強大，他晚年還與安提柯二世爭奪馬其頓，最後戲劇性死去。在他以後伊庇魯斯聯盟漸衰。

### 共和的伊庇魯斯同盟 （前232年 - 前167年）

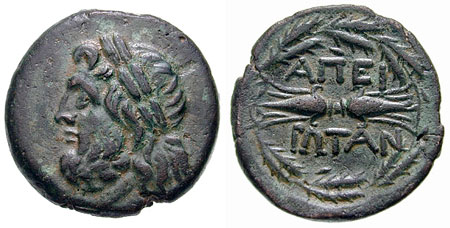
伊庇魯斯同盟所發行的錢幣，左側的是宙斯像，並以希臘銘文'ΑΠΕΙΡΩΤΑΝ'，即伊庇魯斯.

在前232年，最後一任女王黛達彌亞被殺，她的死亡代表摩羅西亞君主制與聯盟領導權結束，伊庇魯斯聯盟轉變成為共和制的伊庇魯斯同盟，內部也從鬆散的邦聯轉為更為緊密的聯邦制。埃阿喀得斯王朝被推翻的理由可能相當複雜，埃托利亞同盟必定有所介入，而王國與馬其頓同盟可能不受到歡迎，另外很可能有社會階級衝突於其中。此時的伊庇魯斯的疆土變小，因為西部的阿卡納尼亞人已宣布獨立，且埃托利亞同盟占據了舊都安布拉基亞（Ambracia）、阿姆菲洛希亞（Amphilochia）和安布拉基亞灣北側等地，使得新的伊庇魯斯首府設於卡奧努斯人的政治中心腓尼基。無論如何，伊庇魯斯同盟仍是鞏固的政治實體，組成一個聯邦式的國家，並有自己的議會。
在接下來的日子，伊庇魯斯同盟將面對羅馬共和國日益龐大的威脅，當羅馬與馬其頓王國進行多次馬其頓戰爭，在第一次馬其頓戰爭中同盟仍保持中立，但在第三次馬其頓戰爭時，同盟成員分成兩個陣營，塞斯普羅圖斯和卡奧努斯加入羅馬陣營，而另一方摩羅西亞加入馬其頓陣營。這結果導致伊庇魯斯慘重的災難，當羅馬於前167年攻下摩羅西亞後，150,000居民被賣為奴隸，這地區遭受嚴重的掠奪及摧毀，直到500年後伊庇魯斯中部的舊摩羅西亞地區才恢復元氣。第三次馬其頓戰爭之後，伊庇魯斯被併入羅馬行省中。

## 居民

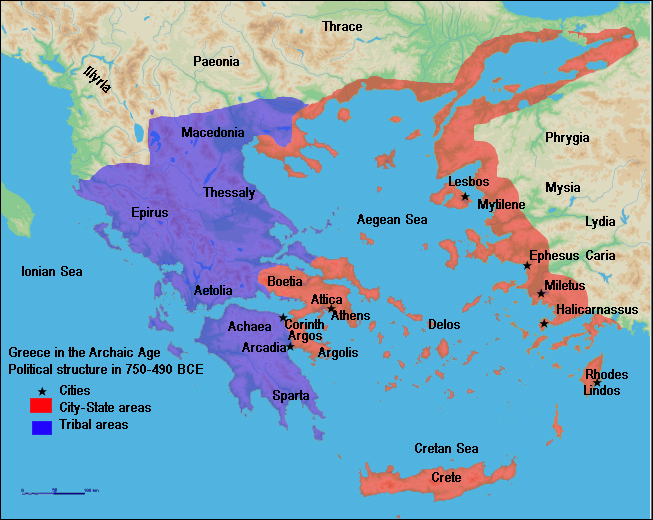
古代希臘世界政治結構圖（前8世紀 - 前5世紀）.

伊庇魯斯人很明顯說著希臘語的方言，這種西北希臘語與多利亞方言仍有許多不同，伊庇魯斯人也大多取著希臘名字，但許多古代的希臘人仍認為伊庇魯斯人沒有文明，這種藐視的態度在許多希臘著作中可看出，如前五世紀的雅典歷史學家修昔底德認為他們是蠻族，同樣還有斯特拉波。但后期罗马统治下的希腊作家如哈利卡納蘇斯的戴歐尼修斯、保薩尼亞斯和歐特羅庇厄斯（Eutropius）則說明他們的確是希臘人的一支。

## 文化
在古典時代，伊庇魯斯由許多原本游牧的希臘部族定居於此地，但不像其他大部分定居於希臘半島的人居住於城邦中，像是雅典、斯巴達一樣。伊庇魯斯人多住在小村落中。學者尼古拉斯·哈蒙德（N.G.L. Hammond）認為伊庇魯斯人主要結構是部族，並盛產奶製品和一些動物的產品，他們是許多游牧和半遊牧的群體組成，這些部族已知的超過70多個，並被併入較大的部族中，主要的部族有三個，即摩羅西亞、塞斯普羅圖斯和卡奧努斯。
伊庇魯斯人如此居於希臘文明的邊陲，平靜的遠離希臘內部的紛爭。在許多世紀後，它依舊是亞得里亞海岸的伊利里亞人和希臘人的緩衝地帶。然而，伊庇魯斯地理上雖然偏遠，但它卻擁有重要的宗教地位，它在多多納的神殿和神諭，被認為僅次於知名的德爾斐神諭。查士丁認為，原本伊庇魯斯人相當落後，一直到摩羅西亞國王阿利巴斯開始引進希臘文明後，才開始開化，他引進希臘的知識、習俗，甚至引進合適的法律。而阿利巴斯本人曾經到雅典學習過，並受過教育。然而普魯塔克則認為引進希臘文明的不是阿利巴斯，而是更早的摩羅西亞國王塔里帕斯（Tharrhypas）。
普魯塔克提到伊庇魯斯人的文化相當注重阿基里斯，在描述皮洛士時，普魯塔克提到阿基里斯在伊庇魯斯具有神聖的地位，並以方言稱乎他為「阿斯皮都斯」（Aspetos），指得是「無法言喻的」、「無法言喻的偉大」。

## 腳註
1. ↑  Tandy 2001: 4
2. ↑  McHenry, Robert. The New Encyclopaedia Britannica. Encyclopaedia Britannica, 1993, p. 527.
3. ↑  Tandy 2001: 23, 30
4. ↑  Cambridge Ancient History. Part 3: 284
5. ↑  CAH: The Fourth Century BC: 438
6. ↑  CAH: The Fourth Century BC: 441
7. ↑  CAH: The Rise of Rome to 220 BC: 457
8. ↑  CAH: The Fourth Century BC: 442
9. ↑  CAH: The Rise of Rome to 220 BC: 462-479
10. ↑  CAH: The Rise of Rome to 220 BC: 468
11. ↑  CAH: The Rise of Rome to 220 BC: 477-480
12. 1 2  CAH: The Hellenistic World: 452
13. ↑  修昔底德. The History of the Peloponnesian War, Book I. Internet Classics Archive （页面存档备份，存于）
14. ↑  斯特拉波. Geography. Book VII, 7, 1.  LacusCurtius.
15. ↑  哈利卡納蘇斯的戴歐尼修斯. Roman Antiquities. Book XX, 10 (19.11) LacusCurtius.
16. ↑  保薩尼亞斯. Description of Greece, 1.11.7-1.12.2 Theoi Project （页面存档备份，存于）.
17. ↑  Borza 1992: 62
18. ↑  Minahan, James. Encyclopedia of Stateless Nations. Greenwood Publishing Group, 2002, p. 578.
19. ↑  Hammond, NGL. . London, UK: Duckworth. 1994. ISBN 9780801849275.
20. ↑  N.G.L. Hammond. Epirus. Oxford University Press, 1967.
21. ↑  Cameron, Alan. Greek Mythography in the Roman World. Oxford University Press US, 2004, p. 141.

## 來源
- Tandy, David W. . Black Rose Books Ltd. 1996. ISBN 1551641887.
- Boardman John, Hammond N. G. L. . Cambridge University Press. 2000. ISBN 9780521234474.
- Lewis D.M.,Boardman John, Hornblower S., Ostwald M. . Cambridge University Press. 1994. ISBN 9780521233484.
- Astin A.E., Walbank F.W.,Astin A.E., Frederiksen M.W., Ogilvie R.M. . Cambridge University Press. 1989. ISBN 9780521234467.
- Astin A.E., Frederiksen M.W., Ogilvie R.M. . Cambridge University Press. 1984. ISBN 9780521234450.
- Borza, Eugene N. . Princeton, New Jersey: Princeton University Press. 1992. ISBN 9780691008806.